# بولسواو (شهرستان اولکوش)
بولسواو (به لهستانی:  Bolesław) یک روستا در لهستان است که در گمینا بولسواو (شهرستان اولکوش) واقع شده‌است. بولسواو ۲٬۵۰۰ نفر جمعیت دارد.